# Microdochium
Microdochium Syd. & P. Syd. – rodzaj grzybów z klasy Sordariomycetes. Grzyby mikroskopijne szeroko rozprzestrzenione na całym świecie.

## Systematyka i nazewnictwo
Pozycja w klasyfikacji według Index Fungorum: Amphisphaeriaceae, Amphisphaeriales, Xylariomycetidae, Sordariomycetes, Pezizomycotina, Ascomycota, Fungi.
Synonimy: Gerlachia W. Gams & E. Müll., Griphosphaerella Petr., Monographella Petr.
Znane są jako anamorfy. Teleomorfy należą do rodzaju Monographella.

## Morfologia
Konidiofory wyrastają w sporodochiach, w pęczkach lub pojedynczo. Są bezbarwne, krótkie, złożone z 1–3 komórek, rzadko tylko rozgałęzione. Na ich szczytach wyrastają cylindryczne, proste lub wygięte komórki konidiotwórcze. Powstają w nich enteroblastycznie lub holoblastycznie bezbarwne, wrzecionowate, rzadko sierpowate, proste konidia. Posiadają gładką ścianę, 0–10 przegród (najczęściej 1-3). Komórki wierzchołkowe są lekko zaokrąglone, podstawa ścięta, zwężona z wyraźną blizną.
Można je hodować na pożywkach. Rosną wolno, zarodnikują tylko na świetle. Na pożywce PDA i PSA tworzą białoróżowe i zarodnikujące po dwóch tygodniach kolonie. Na pożywce SNA z bibułą tworzą białe kolonie, zarodnikujące po 8 dniach.

## Niektóre gatunki
- Microdochium albescens (Thüm.) M. Hern.-Restr. & Crous 2015
- Microdochium bolleyi (R. Sprague) de Hoog & Herm.-Nijh. 1977
- Microdochium caespitosum B. Sutton, Piroz. & Deighton 1972
- Microdochium citrinidiscum M. Hern.-Restr. & Crous 2015
- Microdochium colombiense M. Hern.-Restr. & Crous 2015
- Microdochium consociatum (Rehm) M. Hern.-Restr. & Crous 2015
- Microdochium cylindricum B. Sutton & Hodges 1976
- Microdochium fisheri M. Hern.-Restr. & Crous 2015
- Microdochium fusariisporum (Ellis & Everh.) M. Hern.-Restr. & Crous 2015
- Microdochium griseum B. Sutton, Piroz. & Deighton 1972
- Microdochium intermedium (Matsush.) de Hoog & Herm.-Nijh. 1977
- Microdochium linariae Săvul. 1943
- Microdochium lycopodinum (Jaklitsch, Siepe & Voglmayr) M. Hern.-Restr. & Crous 2015
- Microdochium majus (Wollenw.) Glynn & S.G. Edwards 2005
- Microdochium maydis (E. Müll. & Samuels) M. Hern.-Restr. & Crous 2015
- Microdochium neoqueenslandicum M. Hern.-Restr. & Crous 2015
- Microdochium nivale (Fr.) Samuels & I.C. Hallett 1983
- Microdochium maydis (E. Müll. & Samuels) M. Hern.-Restr. & Crous 2015
- Microdochium neoqueenslandicum M. Hern.-Restr. & Crous 2015
- Microdochium opuntiae (Ellis & Everh.) M. Hern.-Restr. & Crous 2015
- Microdochium palmicola Hol.-Jech. & Mercado 1982
- Microdochium panattonianum (Berl.) B. Sutton, Galea & T.V. Price 1986
- Microdochium paspali W. Zhang, Z. B. Nan & M.J. Hu 2014
- Microdochium passiflorae Samuels, E. Müll. & Petrini 1987
- Microdochium phragmitis Syd. & P. Syd. 1924
- Microdochium phyllanthi B. Sutton, Piroz. & Deighton 1972
- Microdochium punctum (Davis) U. Braun 1993
- Microdochium queenslandicum Matsush. 1989
- Microdochium sclerotiorum Mouch. & Samson 1973
- Microdochium seminicola M. Hern.-Restr., Seifert, Clear & B. Dorn 2015
- Microdochium stevensonii (Petr.) M. Hern.-Restr. & Crous 2015
- Microdochium stoveri (C. Booth) Samuels & I.C. Hallett 1983
- Microdochium tainanense (Ts. Watan.) de Hoog & Herm.-Nijh. 1977
- Microdochium trichocladiopsis M. Hern.-Restr. & Crous 2015
- Microdochium triticicola Kwaśna & G.L. Bateman 2008

Nazwy naukowe na podstawie Index Fungorum.

## Znaczenie
Liczne gatunki wywołują grzybowe choroby roślin. W Polsce najbardziej znane to:
- M. nivale, M. majus wywołujące pleśń śniegową.
- M. panattonianum. Wywołuje nekrotyczną plamistość liści sałaty.